# James Morrison (skådespelare)
James Morrison, född 21 april 1954 i Bountiful i Utah, är en amerikansk skådespelare.

## Filmografi (urval)
- 24, TV-serie
- Navy CIS, TV-serie
- Prey, TV-serie
- Slaget om Tellus, TV-serie